# Delly-Mô
Pour les articles homonymes, voir Delly (homonymie).
Delly-Mô (état-civil inconnu) est une chanteuse et artiste de café-concert française de la Belle Époque, puis chanteuse d'opérettes et d'opéras dans l'entre-deux-guerres.

## Biographie
En dehors de ses prestations au théâtre et au music-hall rapportées par la presse de l'époque et malgré une longue carrière sur scène de près de 40 ans, on ne sait pratiquement rien de Delly-Mô, pas même son véritable nom.
Après avoir débuté en concert à La Pépinière en 1891, Delly-Mô chante à La Fourmi en 1895, puis aux Ambassadeurs en 1896, à l'Eldorado et à la Scala,.  
Pendant une douzaine d'années entre 1899 et 1911, elle fait régulièrement des tournées de quelques semaines en Algérie où on peut l'entendre sur les scènes du Kursaal d'Alger, du Casino d'Oran, ou encore de Mascara.
Dans les années 1920, elle passe du café-concert à l'opérette et à l'opéra. Elle fait partie de la troupe du théâtre Graslin à Nantes pour la saison 1927/28. En 1929, elle est engagée au Trianon-Lyrique.
Delly-Mô semble s'être retirée de la scène après 1930, année de ses dernières apparitions connues au théâtre. Née vraisemblablement vers 1870, elle devait avoir une soixantaine d'années à l'époque. 
On retrouve une dernière fois son nom dans la presse en juin 1937 à l'occasion de l'inauguration du buste de Blon D'hin à la Maison de retraite des artistes lyriques de Ris-Orangis (Fondation Dranem) dont elle s'avère être l'une des pensionnaires.

## Théâtre, revues
- 1892 : Le Marchand de lapins, vaudeville en un acte de Charles Varin et Boyer, à La Pépinière[15].
- 1893 : Au pays de Caux, ou la Nourrice postiche, opérette en un acte d'Émile Durafour et Édouard Doyen, musique de Marc Chautagne, à La Pépinière (mars)
- 1893 : La Maison hantée, vaudeville en un acte de Maurice Millot, à La Pépinière (avril)[16].
- 1893 : La Chanson des écus, opérette en un acte d'Amédée de Jallais, musique de Victor Roger, à La Pépinière (1er septembre)
- 1893  : Ah ! la Pé …, la Pé …, la Pépinière, revue d'Albert Pajol et Adolphe Couturet, à La Pépinière (29 novembre) : la cocotte bordelaise[17],[18].
- 1895 : Paris fin de Sexe, revue en 2 actes et 4 tableaux de P.-L. Flers, musique de Charles Raiter, à la Scala (6 décembre) : le Pantalon / l'Horizontale[6],[19].
- 1896 : Ohé ! l'Amour !, revue de printemps de Léon Xanrof et Albert Cellarius, à la Scala (18 avril) : la commère[20],[21],[22],[23].
- 1896 : À nous les femmes !, revue en 2 actes et 4 tableaux de P.-L. Flers, musique de Charles Raiter, à la Scala (10 décembre) : Matoute[24],[25],[26].
- 1898 : Ko-Ko-Ri-Ko, revue de P.-L. Flers, à la Scala.
- 1898 : Psst ! Psst !, revue de printemps en 3 tableaux de Jules Oudot et Henry de Gorsse, à la Scala (26 avril) : la Boxeuse[27],[28].
- 1898 : Chauffeur, à la Scala !, revue en 3 actes et 9 tableaux de Georges Hauzeur, à la Scala de Bruxelles (novembre) : la commère
- 1900 : Le Contrôleur des Wagons-Bars, opérette en 1 acte de Benjamin Lebreton et Henry Moreau, aux Bouffes-Bordelais (17 octobre)
- 1900 : 1900 dessus-dessous, revue en 2 actes et 3 tableaux de Victor Meusy et Michel Simoni, aux Bouffes-Bordelais à Bordeaux (23 novembre) : la commère
- 1902 : Je vais le dire à ta mère !, revue en 2 actes et 8 tableaux de Charles Mougel et Guy de Téramond, musique de Charles Jacoutot, à La Pépinière (19 décembre)[29],[30].
- 1907 : Comme ça vient !, revue de Georges Denola, au Casino de Montmartre (mars) : la commère[31].
- 1908 : C' cochon d' Bidouille, folie militaire en un acte d'Étienne Seurette, au Casino de Montmartre (4 janvier) : Mme Demesdeux[32]
- 1912 : Le Déserteur, pièce en 1 acte de Henry Moreau et Georges Villard, à l'Olympia puis au Concert Marjal (février).
- 1914 : Bar-ci... Bar-là !..., grande revue locale en 3 actes et 4 tableaux de Troishixe, au Kursaal de Lille (11 avril).
- 1921 : Mon Bébé, comédie en 3 actes de Maurice Hennequin, au théâtre municipal de Meaux (3 mai)
- 1921 : Ollé ! Ollé !, revue de Charles Cluny, musique de Marcel Labusquière, au Casino-Montparnasse (août)[33].

## Opérettes, opéras-comiques et opéras
- 1895 : Madame s'enchaîne, parodie-opérette en 2 actes d'Alexandre Petit-Mangin et Jules Gidé, au cabaret La Fourmi (18 mars).
- 1909 : Ylang-Ylang, opérette à l'Eden Music-Hall d'Asnières-sur-Seine (novembre).
- 1911 : Vénus, ou ta Pomme, Pâris !, opérette en un acte de Paul Berthelot et Claude Roland, au Kursaal d'Alger (25 février) : Vénus[34].
- 1922 : Les Surprises d'une nuit d'amour, opérette en 3 actes  d'Eugène Joullot, musique de Gustave Goublier, au théâtre Moncey (17 mars) : Frédégonde[35].
- 1923 : Les Trois Don Juan ou La Maison des voluptés, opérette de Claude Roland et Georges Léglise, musique d'Henri Bresles, au Moulin Bleu (19 janvier) : Faustine[36],[37].
- 1924 : Les 28 jours de Clairette, vaudeville-opérette en 4 actes d'Hippolyte Raymond et Antony Mars, musique de Victor Roger, au théâtre municipal de Pointe-à-Pitre (17 février) : Richotte[38]
- 1924 : Mam'zelle Nitouche, opérette en 3 actes et 4 tableaux d'Hervé, livret d'Henri Meilhac et Albert Millaud, au théâtre municipal de Pointe-à-Pitre (23 février)[39]
- 1924 : Ta bouche, opérette en 3 actes d'Yves Mirande et Albert Willemetz, musique de Maurice Yvain, au théâtre municipal de Pointe-à-Pitre (29 mars) : la comtesse
- 1927 : Miss Helyett, opérette en 3 actes d'Edmond Audran, livret de Maxime Boucheron, au théâtre Graslin à Nantes[40].
- 1927 : Fortunio, opéra-comique en 4 actes d'André Messager, livret de Robert de Flers et Gaston Arman de Caillavet, au théâtre Graslin[41].
- 1927 : Un bon garçon, opérette en 3 actes de Maurice Yvain, livret d'André Rivoire, au théâtre Graslin à Nantes (13 décembre) : Mme Bouillon-Falloux[41].
- 1927 : L'Amour tzigane, opéra-comique en 3 actes de Franz Lehár, au théâtre Graslin à Nantes (janvier)[42].
- 1928 : Le Voyage en Chine, opéra-comique en 3 actes d'Eugène Labiche et Delacour, musique de François Bazinau théâtre Graslin[43].
- 1928 : La Fille de Madame Angot, opéra-comique en 3 actes de Charles Lecocq, livret de Clairville, Paul Siraudin et Victor Koning, au théâtre Graslin (mars)[44].
- 1929 : Rêve de Valse, opérette de Léon Xanrof et Jules Chancel, musique d'Oscar Strauss, au Trianon-Lyrique : Frédérique[45].
- 1929 : Le Voyage en Chine, opérette en 3 actes d'Eugène Labiche et Delacour, musique de François Bazin, reprise au Trianon-Lyrique (26 octobre) : Mme Pompéry[46].
- 1929 : Lakmé, opéra en 3 actes de Léo Delibes, livret de Edmond Gondinet et Philippe Gille, reprise au Trianon-Lyrique 'janvier) : Mrs Benson[47].
- 1929 : Rigoletto, opéra en 3 actes et 4 tableaux de Giuseppe Verdi, livret de Francesco Maria Piave, reprise au Trianon-Lyrique : Johanna.
- 1929 : Les Mousquetaires au couvent, opérette en 3 actes de Paul Ferrier et Jules Prével, musique de Louis Varney, reprise au Trianon-Lyrique (septembre).
- 1930 : La Fille du tambour-major, opéra-comique en 3 actes et 4 tableaux de Jacques Offenbach, livret d'Alfred Duru et Henri Chivot, reprise au Trianon-Lyrique.
- 1930 : Les Saltimbanques, opérette en 3 actes et 4 tableaux de Louis Ganne, livret de Maurice Ordonneau, au Trianon-Lyrique.

## Répertoire
- 1891 : Le p'tit picton de Suresnes, paroles de Lucien Delormel et Léon Laroche, musique d'Albert Petit
- 1891 : Je m' fich' de la critique !
- 1893 : Chut ! J'ai mon pompon !, paroles et musique de Lucien Le Breton[48]
- 1896 : Je cherche un petit jeune homme
- 1896 : Ah Maman, qu' c'est rigolo !, paroles de Paul Rosario, musique d'Henri Rosès
- 1896 : Baptiste
- 1896 : Youk ! Hé Youk !, paroles d'Eugène Héros et Albert Cellarius, musique de Del et Fragson[49]
- 1900 : Mam'zelle Caprice
- 1900 : Le bonheur des autres
- 1903 : Printemps-maboul
- 1903 : Chic nouveau-siècle
- 1903 : La danse du gâteau, paroles d'Antoine Mas, musique de Jean Taillefer
- 1904 : La marche des Hommes, paroles d'Edgard Favart, musique d'Olivier Cambon [50]
- 1907 : Vous en aurez, paroles de Jean Daris, musique de François Perpignan et Jean Daris [51]
- 1909 : Tout en rose, paroles de Lucien Boyer et William Burtey, musique de Vincent Scotto
- 1909 : C'est un locataire, paroles de Louis Bénech, musique de Vincent Scotto
- 1909 : La fête à Mélina / Ah ! Mélina, paroles de Louis Bénech et Vincent Telly, musique d'Eugène Gavel
- 1910 : C'était une Espagnole !, musique de Georges Villard et Lucien Plébus, musique d'Albert Baudart[52]
- 1911 : La Tizi-Ouzou, musique de Charles Borel-Clerc, paroles de Louis Bousquet
- 1913 : Les yeux des hommes, paroles de Lucien Plébus, musique d'Ulysse Rebatet
- Voilà pourquoi, paroles de Léognan, musique d'Albert Valsien
- Le vieux lettré
- Totor

## Iconographie
Ses photos sont publiées dans le catalogue, La référence des portraits contemporains, publié par la Librairie Nilsson, en 1897 et 1899.